# Муртуз-Али II
Муртуз-Али (Муртаза-Али) II (неизвестно — 1785) — 10-й шамхал Тарковский с 1765 по 1785 годы (с перерывами).

## Биография
Происходил из рода обладателей Шамхальства Тарковского. Сын тарковского шамхала Мехти I Сушёного («Ширданчи»). О молодых годах мало сведений. В 1763 году после смерти отца вступил в противостояние с племянником Бамматом I Беззубым («Тишсиз»), властителем Казанищенским. Последнего поддержали Амир-Гамза II — кайтагский уцмий, Фатали-хан кубинский хан, аварский хан Нуцал-хан, эндиреевский князь Темир-Гамзин, костекский властитель Алиш-Гамзин. Обе стороны пытались заручиться поддержкой российских властей. В начале того же года Муртуз-Али потерпел поражение, а власть захватил Баммат I. Впрочем, уже через месяц Муртуз-Али II отвоевал столицу Тарки, став шамхалом. До конца года отвоевал большую часть шамхальства. В 1764 году он сумел перетащить на свою сторону кайтагского уцмия и кубинского хана.
В 1765 году окончательно изгнал из государства Баммата I. В том же году присоединился к коалиции во главе с Фатали-ханом, захватившим Дербентское ханство. На благодарность получил часть последнего.
Муртуз-Али II сохранял союз с кубинским ханом, но в 1770 году отверг предложение Фатали-хана свергнуть Мухаммад-хана, правителя Казикумухского ханства. Вместе с тем Муртуз-Али II не присоединившись в 1774 году к коалиции дагестанских правителей против Фатали-хана. После поражения последнего в битве на Гавдушанском поле направил войска на помощь Дербенту, куда перебрался Фатали-хан. В нескольких схватках войска шамхала нанесли поражение отрядам кайтагского уцмия. Стал посредником между Фатали-ханом и русской императрицей Екатериной II. Последняя оказала помощь кубино-дербентскому хану. В 1775 году совместно с русскими войсками генерала Иоганна Фридриха фон Медема нанес поражение кайтагскому и казикумухскому войску. В 1778 году заставил коалицию во главе с уцмием Амир-Хамзой II отказаться от нападения на Кубино-Дербентское ханство.
В 1782 году Муртуз-Али II стал поддерживать царевича Александра, претендента на трон Картли и Кахетии. Впрочем, главным желанием шамхала было ограбление этого царства. Впрочем, отказ Фатали-хана присоединиться к союзу дагестанских правителей в пользу Александра помешал этим планам.
Умер Муртуз-Али II в 1785 году. После борьбы в 1786 году новым шамхалом стал его сводный брат Баммат II.